# Mosteiro de Fráguas
Mosteiro de Fráguas is een plaats (freguesia) in de Portugese gemeente Tondela en telt 621 inwoners (2001).